# Український вищий педагогічний інститут
Украї́нський вищий педагогі́чний інститу́т і́мені Миха́йла Драгома́нова — педагогічна школа в Празі.

## Історія

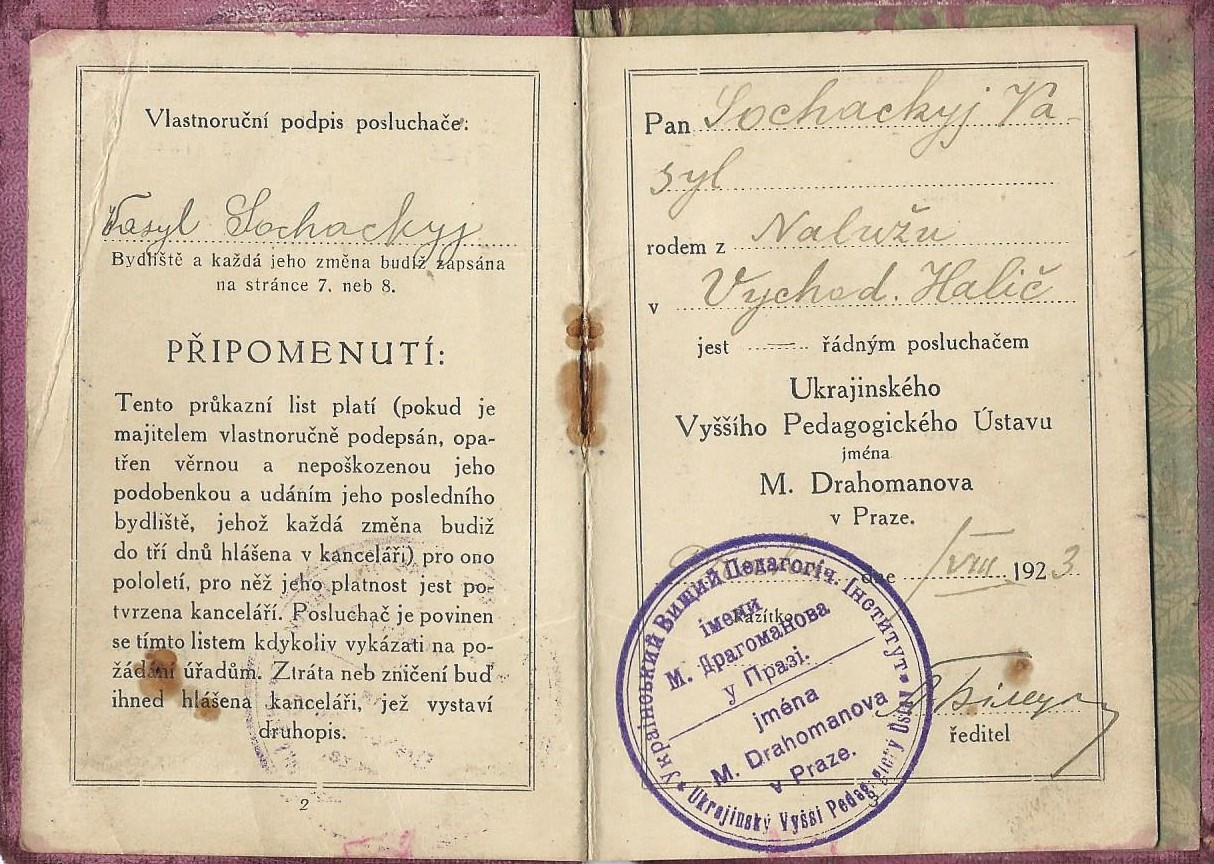
Посвідчення українського студента Українського Інституту ім. Драгоманова в Празі

Український високий педагогічний інститут відкрито 1923 року заходами Українського Громадського Комітету за фінансової допомоги уряду Чехословацької республіки як дворічну школу учителів для нижчих шкіл та позашкільної освіти.
Ректори Л. Білецький (до 1925 — директор), В. Сімович, В. Гармашів.
Від 1925 року — чотирирічна із завданням підготови також учителів для середніх шкіл.
Український високий педагогічний інститут мав відділи: літературно-історичний(лекції з антропології, етнографії та археології читав Левко Чикаленко), математично-природничий, від 1924 року також музично-педагогічний, де теорію співу викладав співак і музикознавець Д. Левитський.
Педагогів було 78; закінчило інститут 178 осіб, з них 31 з докторатами. 
Видавнича діяльність: 44 скрипти, 3 томи «Праць» (1929 — 1933), що їх видало товариство «Сіяч» при Українському високому педагогічному інституті, та 11 праць, що їх видав Український Видавничий Фонд у Празі.
Багато випускників інституту працювали на Карпатській Україні. Від 1924 року при інституті діяли матуральні курси (для осіб, які не мали документального підтвердження про закінчену середню освіту), перетворені 1925 року на українську гімназію).
1933 року Український високий педагогічний інститут був ліквідований через брак подальшої фінансової підтримки уряду Чехословацької республіки.
Канцелярія Інституту розташувалася в Празі на вулиці Жітній, 14, потім Малатової, 19 та Школьської, 8, а з 1932 року — в будинку Хліборобської освіти.